# Corneliu Robe
Corneliu Robe (Bukarest, 1908. május 23. – Bukarest, 1969. január 4.), román válogatott labdarúgó.
A román válogatott tagjaként részt vett az 1930-as világbajnokságon.